# زلزال نيوكاسل 1989
زلزال نيوكاسل 1989 هو زلزالٌ وقعَ في نيوساوث ويلز في أستراليا بتاريخ 28 ديسمبر 1989.